# 烏西諾本迪縣
5°29′56″S 145°26′02″E / 5.499°S 145.434°E
烏西諾本迪縣（英語：Usino Bundi District），是巴布亞新畿內亞的縣份之一，位於新畿內亞島東部，由馬當省負責管轄，首府設於烏西諾，面積7,687平方公里，2011年人口60,807，人口密度每平方公里7.9人。